# Order Cisneros
Order Cisneros (hiszp. Orden de Cisneros) – odznaczenie hiszpańskie nadawane za zasługi polityczne.

## Charakterystyka
Order ustanowiony został 8 marca 1944 przez gen. Francisco Franco dla uczczenia kardynała Franciszka Jimeneza Cisnerosa (1436-1517), który po wstąpieniu do franciszkanów został spowiednikiem królowej Izabeli Katolickiej. W 1495 został arcybiskupem Toledo i prymasem Hiszpanii, a także Kanclerzem Królestwa i Głównym Doradcą króla Ferdynanda i królowej Izabeli. Założył hiszpański uniwersytet w Alcala i fundował stypendia dla studentów z wielu europejskich szkół. W 1506 został wicekrólem Królestwa Hiszpanii i Wielkim Inkwizytorem Kastylii i Leonu. Mimo piastowanych najwyższych urzędów żył w ubóstwie jak franciszkanin, a swoje działania podporządkował dobru państwa i ludzi.
Order podzielony został na sześć klas z limitowaną liczbą odznaczonych dla pierwszych czterech klas:
- Wielki Łańcuch (Gran Collar) – 11 osób,
- Krzyż Wielki (Gran Cruz) – 200 osób,
- Komandor z Gwiazdą (Encomienda con Placa) – 500 osób,
- Komandor (Encomienda Sencilla) – 1 tys. osób,
- Krzyż (Cruz) – bez limitu,
- Złoty Medal (Medalla de Oro) – bez limitu[1][2].

Dekret z 15 kwietnia 1977 zreformował kancelarię orderu i odtąd, pomimo pozostawienia hiszpańskiego króla jako wielkiego mistrza, zaprzestano dalszych nadań powodując faktyczne wygaszenie orderu.

## Opis odznaki
Krzyż orderu to złoto obramowany, zakończony złotymi kulkami, czerwono-emaliowany krzyż ośmioramienny. W środku krzyża znajduje się wizerunek czarnego orła w złotej aureoli. Między ramionami krzyża umieszczonych jest dziesięć strzał.

## Odznaczeni
Łącznie nadano 20 764 orderów.